# Puerto de Santa Cruz (kommun)
Puerto de Santa Cruz är en kommun i Spanien.   Den ligger i provinsen Provincia de Cáceres och regionen Extremadura, i den centrala delen av landet, 220 km sydväst om huvudstaden Madrid. Antalet invånare är 385.